# Croûte de riz
La croûte de riz, est la partie du riz qui brûle légèrement au fond de la casserole lorsqu'on le cuit. Il est apprécié dans de nombreuses régions du monde, en Asie et en Amérique latine, et est donc connu sous de nombreux noms. Sa consommation permet d'éviter du gaspillage alimentaire et sa texture croustillante en fait une gourmandise recherchée par les connaisseurs.

## Dénominations

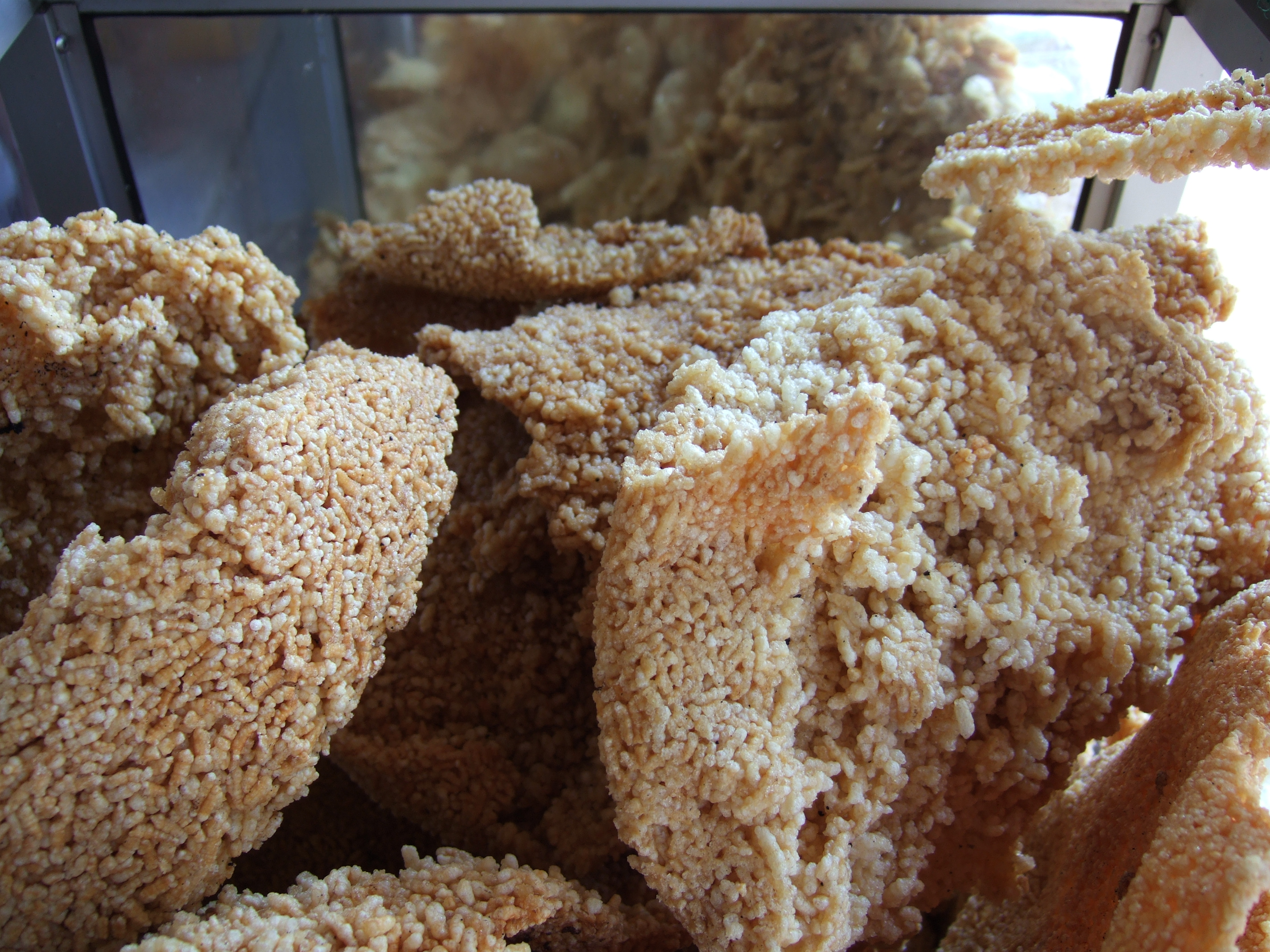
Intip de grande taille vendus à Cirebon.

Dans les pays de l'Asie de l'Est et du Sud-Est, la croûte de riz est désignée par des noms qui le décrivent littéralement. Au Japon, le terme okoge (お焦げ) désigne tout type d'aliment qui a été roussi ou brûlé et s'applique tout particulièrement au riz. En Corée, on l'appelle nurungji (누룽지). Dans son sens le plus large, ce terme désigne la croûte croustillante qui se forme lorsque l'on cuisine divers plats à base de riz, tels que le dolsot bibimbap (돌솥 비빔밥) et le bokkeumbap (김치 볶음밥). Ce nom dérive de l'adjectif nureun (눌은) qui qualifie les aliments roussis.
En Chine, on l'appelle guōbà (鍋/锅耙) ou mǐguōbà (米锅耙) que l'on peut traduire littéralement par « riz que l'on racle de la casserole ». Au Viêt Nam, on l'appelle cơm cháy, ce qui signifie littéralement « riz brûlé ». En Indonésie, on l'appelle rengginang ou intip en javanais. Il n'y a pas de différence significative entre le rengginang et l’intip mis à part leur taille ; étant donné que l’intip est obtenu à partir d'un fond de casserole, il est plus grand que le rengginang.
La croûte de riz est aussi un élément apprécié au Moyen-Orient. Il est appelé tahdig (ته‌دیگ) dans la cuisine iranienne. Les Iraniens utilisent la même méthode de cuisson pour rendre d'autres aliments croustillants, notamment des pâtes. Dans la cuisine iraquienne, on parle de hikakeh (حققا).
En Amérique latine, on connait cet aliment sous plusieurs noms. En Colombie et à Puerto-Rico, il est appelé pega ou pego, voire pegao, de l'espagnol pegado, « collé ». Dans la cuisine péruvienne et la cuisine panaméenne, on parle de concolón, en Équateur de cocolón et de concón en République Dominicaine. On entend parfois le nom raspa au Pérou.
En Équateur, kukayu désigne les provisions consommées durant un voyage. Le terme serait dérivé du quechua, kukayu, qui désigne une ration de coca. Ce serait l'origine étymologique du terme cucayo utilisé sur les côtes caribéennes de Colombie,.
En Espagne, la croûte formée au fond du plat de paella est nommée soccarat. C'est le signe d'une paella réussie.

## Préparation

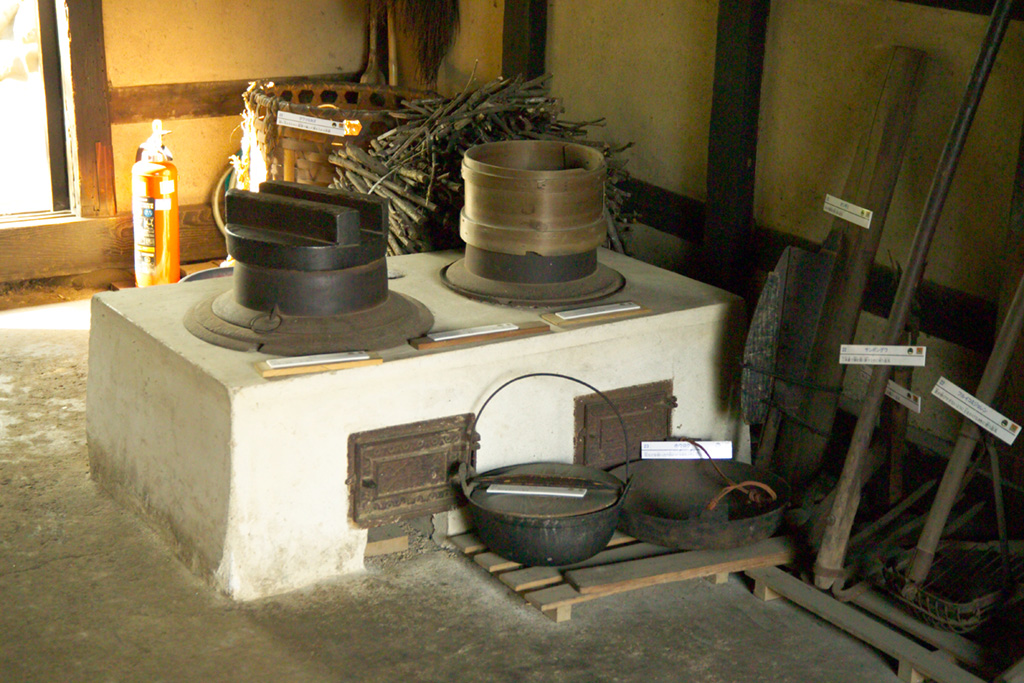
Un kamado traditionnel dans un musée japonais.

Avant que les cuiseurs à riz électriques ne deviennent d'usage courant au XXe siècle, le riz était cuit dans des fourneaux traditionnels chauffés par la chaleur directe d'un feu de bois ou de charbon, et que l'on appelle kamado au Japon. Puisque le contrôle de la température était difficile et moins précis, une fine croûte de riz légèrement brûlé se formait au fond de la marmite, du wok ou de tout autre récipient de cuisson en métal.

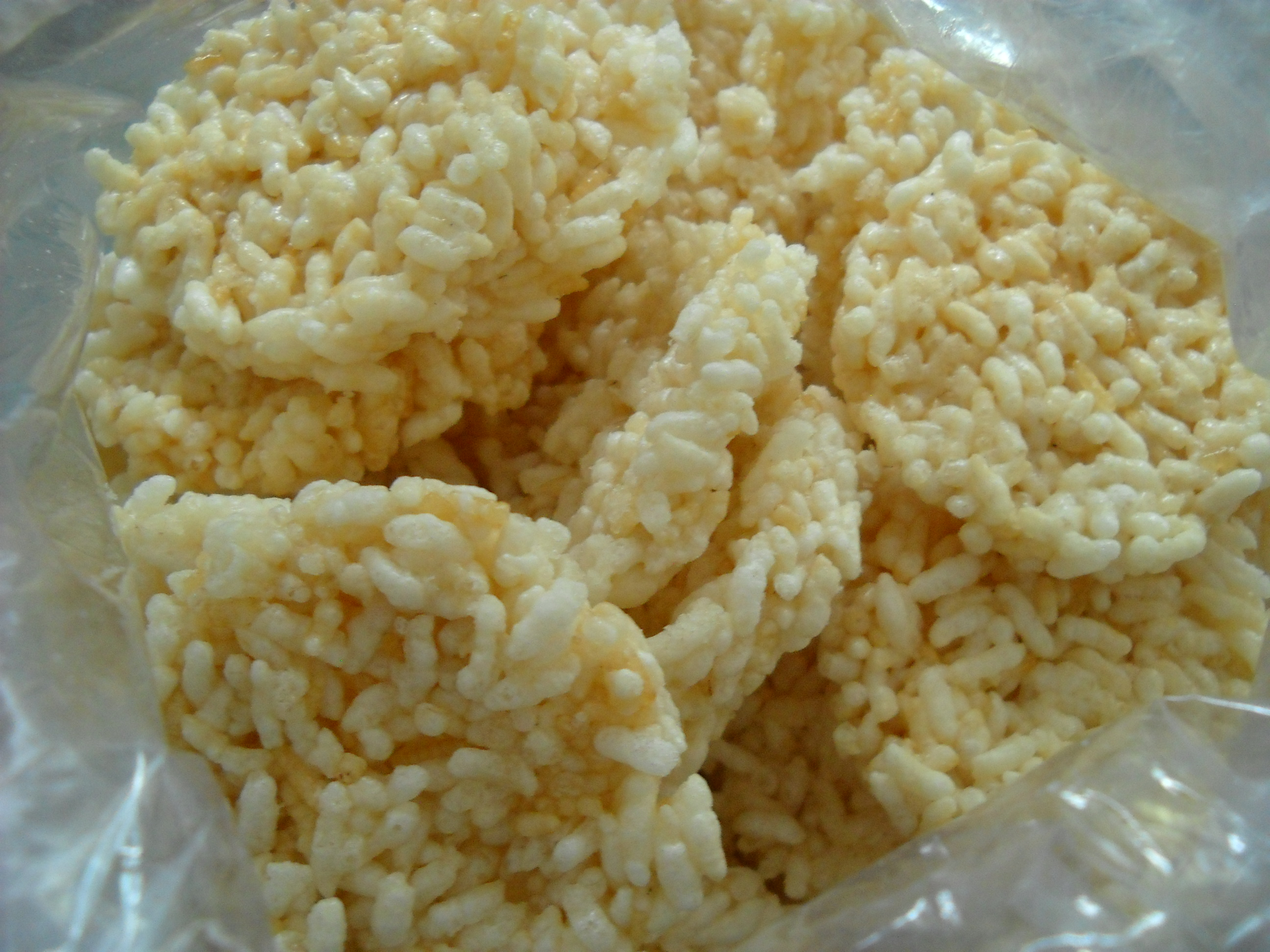
Rengginang.

Désormais, depuis l'apparition des cuiseurs à riz électriques dans les ménages, la croûte de riz ne se forme plus naturellement au cours de la cuisson. Toutefois, certains cuiseurs vendus sur le marché japonais disposent d'un mode de cuisson spécifique appelé okoge. Il est aussi possible d'utiliser des restes de riz déjà cuit que l'on fait roussir dans une poêle ou frire à haute température pour obtenir la même texture croustillante. Parce que la demande dépasse les capacités de la production traditionnelle et que les méthodes modernes de cuisson du riz n'en génèrent plus, la croûte de riz fait l'objet d'un commerce depuis la fin du XXe siècle. Des entreprises sud-coréennes proposent du nurungji, aussi bien sous forme d'encas frits et sucrés, sous forme instantanée pour préparer du nureunbap. Il y a aussi de nombreux produits dérivés à saveur nurungji, notamment du thé et des bonbons.
Le riz brûlé a une texture ferme et croustillante avec une légère saveur grillée rappelant la noisette. On peut aussi utiliser du riz iranien aux grains longs ou bien du riz basmati pour obtenir le même résultat.

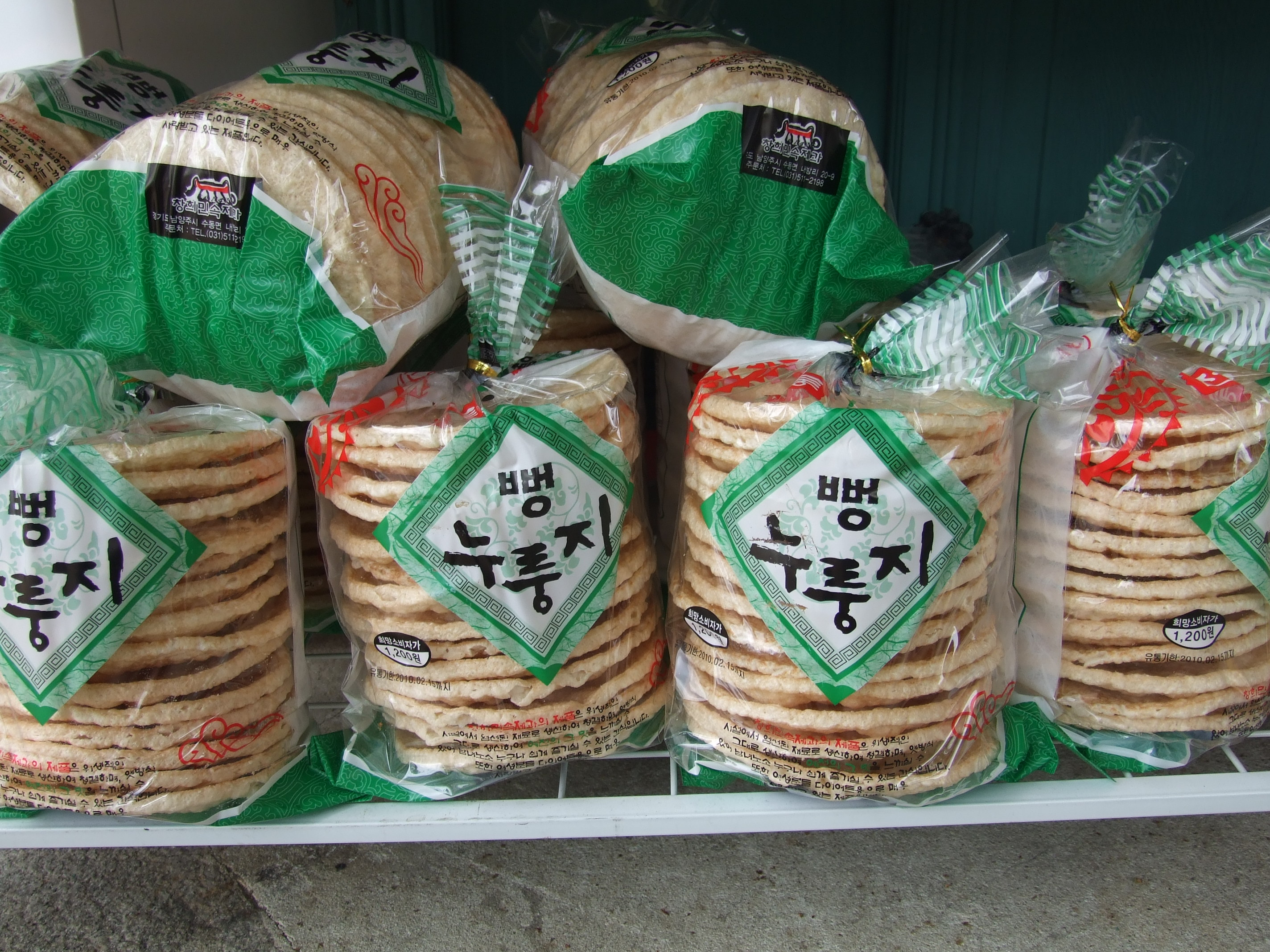
Encas de nurungji sous forme commercialisée.

On peut concocter des craquelins de riz à partir de la croûte de riz, en y ajoutant des épices et en le faisant frire dans de l'huile. Au centre de l'île de Java, en particulier dans le kabupaten de Wonogiri, on confectionne des craquelins de riz appelés intip. On remplit d'eau les ustensiles de cuisson pour en décoller le riz brûlé. Après l'avoir séparé de l'ustensile de cuisson, il est mis à sécher au soleil jusqu'à ce qu'il perde toute son humidité. On le frit ensuite dans de l'huile pour obtenir un craquelin de riz croustillant. Le résultat obtenu est assez différent des autres craquelins traditionnels asiatiques, comme le krupuk indonésien, le senbei ou le beika japonais ; alors que les ingrédients des craquelins traditionnels sont moulus en une fine pâte, ceux préparés à partir de croûte de riz conservent la forme des grains de riz qui le constituent. En cela, il rappelle l’arare japonais, constitué de grains de riz identifiables séparés.

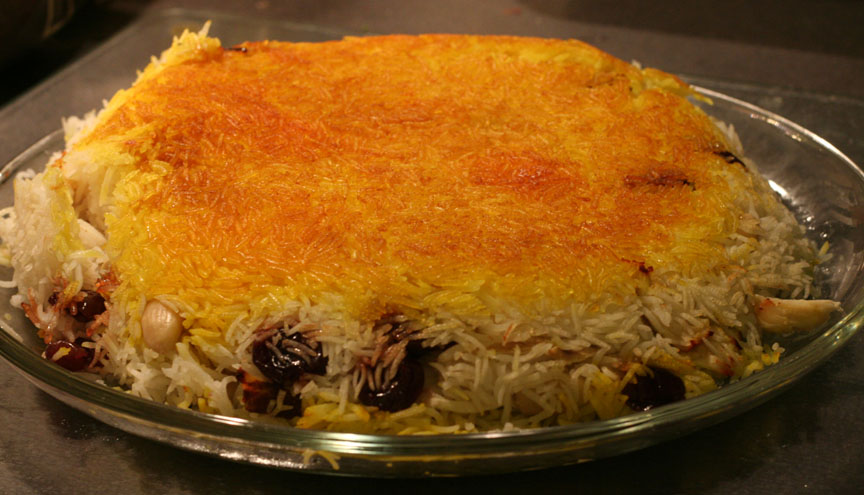
Riz aux cerises dont le dessus est formé de tahdig.

Dans les cuisines iranienne et iraquienne, on prépare du riz chelow, un riz pilaf, à l'aide d'une cuisson lente en plusieurs étapes qui a pour objectif d'obtenir des grains de riz tendres et bien moelleux. Il se forme alors une croûte de riz similaire, considérée comme la meilleure partie du riz et que l'on réserve traditionnellement aux invités. En Iraq, avant le service, le hikakeh est cassé en morceaux de telle sorte que chacun puisse avoir sa part. Les ingrédients couramment ajoutés au tahdig comprennent du yaourt, du safran, du pain, de la tomate, de la pomme de terre, de la carotte et de la laitue. Ces légumes finement émincés se mêlent alors à la croûte de riz.

## Consommation

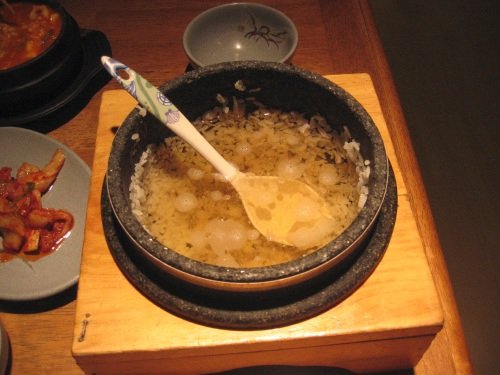
Un pot en terre contenant du nurungji bouilli.

Au Japon, on sert l’okoge directement avec des légumes ou ramolli dans de l'eau, de la soupe ou du thé. L’okoge est un élément important des repas kaiseki précédant une cérémonie du thé ; il est typiquement servi avec de l'eau chaude et des légumes conservés en tant que dernier plat.
Dans la cuisine coréenne, il est utilisé de manière similaire à l’okoge. Le nurungji peut être consommé tel quel en tant qu'encas ou bien en tant qu'infusion de riz après le repas en ajoutant de l'eau chaude. On peut aussi faire rebouillir le tout pour préparer du nureun bap (눌은밥) ou nurungji bap (누룽지밥). Le nurungi est aussi utilisé comme ingrédient dans une variété de nouveaux plats tels que le nurungji baeksuk et la pizza sur une base de nurungji.

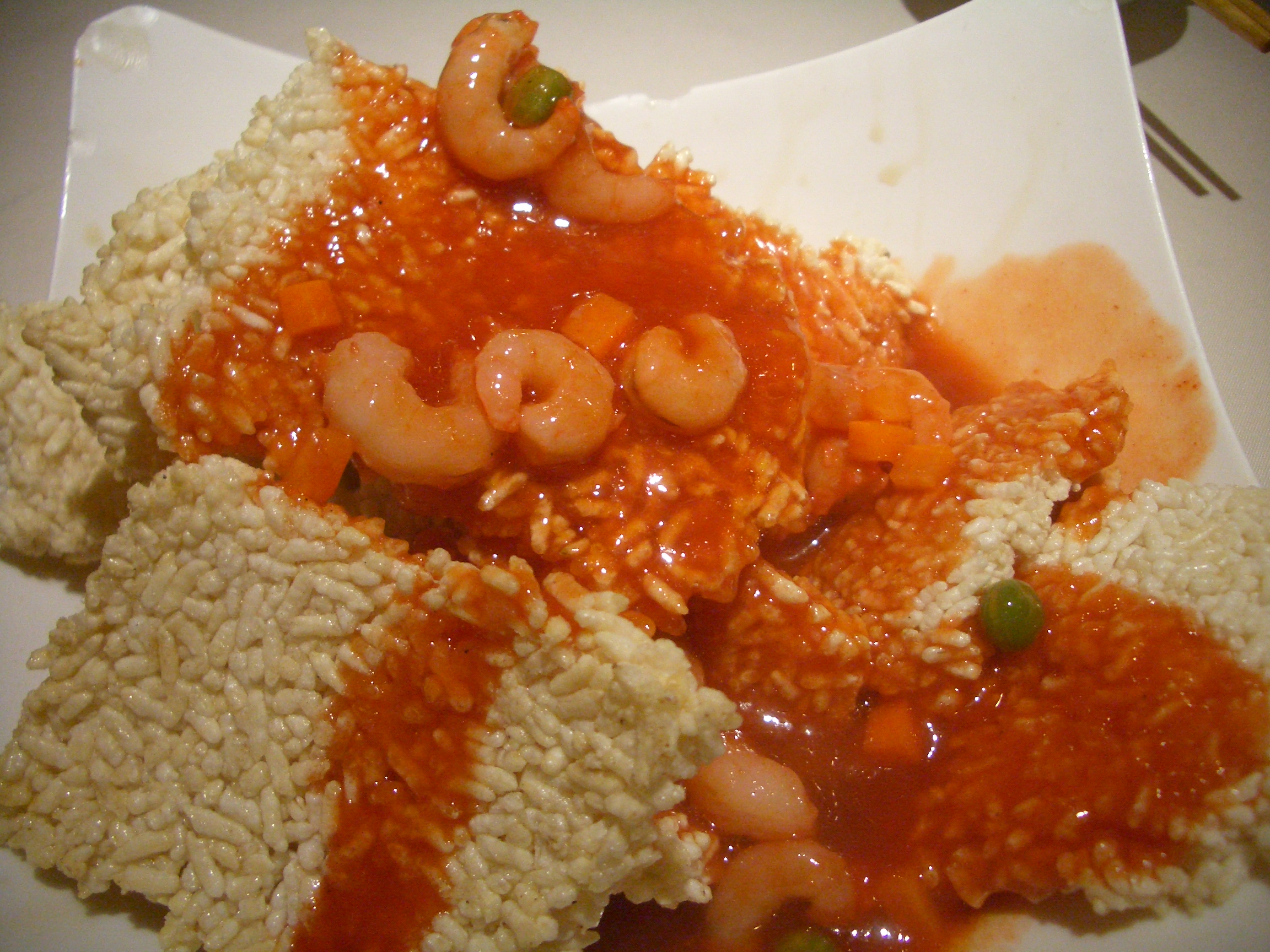
Crevettes sauce aigre-douce à la shanghaïenne servies sur du guoba acheté dans le commerce.

Dans la cuisine chinoise, il est  consommé comme encas ou utilisé comme ingrédient dans d'autres plats en sauce, car le riz brûlé fade absorbe alors la saveur de la sauce. Le guoba est aussi servi en soupe et en ragoût et est figure particulièrement à la carte de la cuisine sichuanaise.

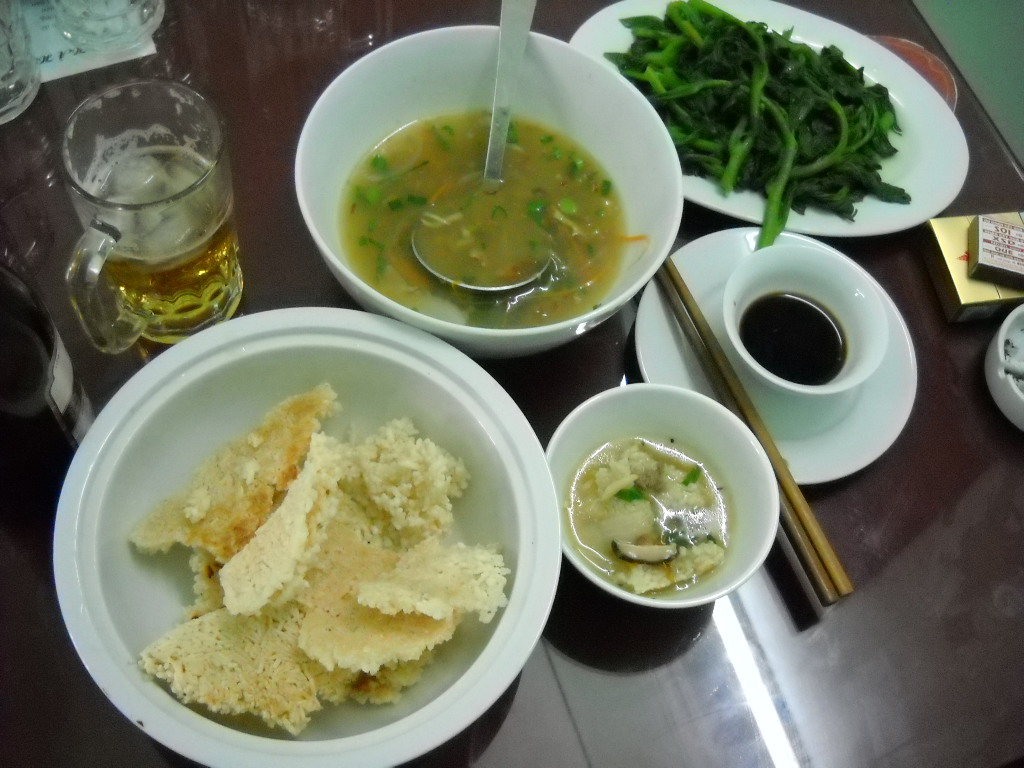
Cơm cháy servi dans un repas, à Ninh Bình.

Dans la cuisine vietnamienne, il est typiquement frit dans de l'huile jusqu'à prendre une couleur brun doré, puis on saupoudre par-dessus du porc effiloché séché (chà bông), de la crevette séchée (tôm khô), de l'huile de ciboule ébouillantée (mỡ hành), et de la pâte de piment pour obtenir un plat populaire appelé cơm cháy chà bông tôm khô.
Le rengginang de la cuisine indonésienne peut être nature, sucré, ou salé. Le plus courant est frit, saupoudré de sel pour lui donner son goût traditionnel. Le rengginang sucré est enrobé de sucre de coco fondu. D'autres variations incluent des ingrédients savoureux, notamment des crevettes séchées, de la pâte de crevettes (terasi), ou du couteau de mer (lorjuk).
Dans la cuisine colombienne, il est souvent consommé recouvert de légumes comme un cracker ou servi en soupe. Il est accommodé avec d'autres restes.

## Culture
La tradition confère au nurungji des propriétés médicinales. D'après le Dongui Bogam, un ouvrage médical du XVIIe siècle, le nurungji, qui était appelé chwigunban (취건반, 炊乾飯), était considéré comme un remède dans les cas où « la nourriture n'est pas facile à avaler et contrarie l'estomac et provoque des vomissements ». On vante aussi ses propriétés bénéfiques en Corée du Sud.
Le nurungji est présent dans la culture populaire. Il y a notamment une chanson folklorique célèbre reconnaissant les difficultés pour mémoriser le Classique des Mille Caractères. Les vers de la chanson originale sont modifiés en une rime astucieuse qui transforme « 天地玄黄 천지현황 (cheonjihyeonhwang) » en « 하늘 천, 따 지, 가마 솥에 누룽지 (haneul cheon, tta ji, gama sot-e nulungji) » ; littéralement : « le ciel, la terre, le nurungji dans le chaudron ».